# Яременко, Виктор Анатольевич
Виктор Анатольевич Яременко (укр. Віктор Анатолійович Яременко; род. 2 февраля 1963, Киев) — украинский балетмейстер, вице-президент Украинской Академии танца, художественный руководитель балета Национальной оперы Украины, кавалер Ордена Святого Станислава IV степени. Кавалер ордена «За заслуги» II степени. Народный артист УССР (1987).

## Биография
Родился в Киеве в балетной семье. Мама — балерина Лиза Литвиненко, бабушка — балерина и педагог Наталья Верекундова.
В 1981 году окончил Московское хореографическое училище.
С 1981 года — солист балета Национальной оперы Украины имени Тараса Шевченко. Ведущие роли: Хозе (Кармен-сюита), Альберт (Жизель).
В 1986 году получил звание Заслуженного артиста УССР, в 1987 году — Народного артиста УССР.
В 2000 году окончил балетмейстерский факультет Украинской академии танца (класс Анатолия Шекеры).
В 2000—2011 годах художественный руководитель балетной труппы, а с 2011 года — балетмейстер-постановщик Национальной оперы Украины.
Выступал во Франции, Швейцарии, Германии, Японии, Италии, Испании и других странах.

## Партии
- Зигфрид, Дезире, Принц («Лебединое озеро», «Спящая красавица», «Щелкунчик» П. Чайковского)
- Базиль, Солор («Дон Кихот», «Баядерка» Л. Минкуса)
- Джеймс («Сильфида» Г. Левенсхольда)
- Альберт («Жизель» А. Адана)
- Тибальд («Ромео и Джульетта» С. Прокофьева)
- Хозе («Кармен-сюита» Ж. Бизе — Р. Щедрина)

## Награды
- Лауреат международных конкурсов артистов балета (1983, Варна — серебряная медаль; 1985, Москва — серебряная медаль; 1987, Токио — золотая медаль).
- Орден «За заслуги» 3 степени (07.09.2001)
- Орден «За заслуги» 2 степени (03.07.2008)

## Постановки балетов и танцев
балеты
- «Шехеразада» Н. Римского-Корсакова
- «Петрушка» И. Стравинского
- «Корсар» А. Адана
- «Раймонда» А. Глазунова
- «Свадьба Фигаро» В. А. Моцарта
- «Властелин Борисфена» Е. Станковича

танцы в операх
- «Кармен» Ж. Бизе
- «Джоконда» А. Понкьелли
- «Фауст» («Вальпургиева ночь») Ш. Гуно